# Andrzej Kupczyk
Andrzej Kupczyk, né le 26 octobre 1948, est un athlète polonais spécialiste du 800 mètres. Il a obtenu la troisième place, synonyme de médaille de bronze, lors de la coupe d'Europe des nations d'athlétisme 1970 et aux championnats d'Europe d'athlétisme en salle 1971. En relais 4 × 4 tours aux championnats d'Europe d'athlétisme en salle 1972, il finit encore une fois troisième.

## Famille
Il est le père du bobeur Dawid Kupczyk.